# Sobre as Águas
"Sobre as Águas" é uma canção gravada pela cantora brasileira Soraya Moraes, lançada em 30 de maio de 2006 como terceira faixa do álbum Promessa. Foi escrita por Davi Sacer, Luiz Arcanjo e Ronald Fonseca, à época ainda integrantes do grupo Toque no Altar.
A gravação de Soraya Moraes obteve pouco sucesso, embora a canção em si tenha recebido elogios da própria cantora e do público. Em 2007, os autores regravaram a música e lançaram no álbum Marca da Promessa, lançado pelo Trazendo a Arca, que se tornou a versão mais conhecida da canção. "Sobre as Águas", com o passar dos anos, se tornou um dos maiores sucessos da banda.

## Composição
Em 2020, Davi Sacer e Luiz Arcanjo contaram histórias em torno da composição "Sobre as Águas". Arcanjo lembra que tudo tinha se iniciado por um pedido de Soraya Moraes que, no período de sucesso do Toque no Altar, procurou os músicos para comporem uma música para o seu álbum seguinte, o que foi acatado pelos integrantes.
Sacer lembra que a faixa foi escrita durante trabalhos de composição entre os integrantes. Segundo ele, alguém estava com uma versão da Bíblia com uma tradução diferente, e o texto apresentava um versículo de forma diferente. O cantor afirmou que tudo começou pelo verso "se o mar me submergir, a tua mão me traz à tona para respirar", o que incentivou os músicos a comporem uma música com esta estrutura incomum. Em seguida, desenvolveram uma conversa sobre o milagre de Jesus acalmando a tempestade, o que gerou "Sobre as Águas".

## Regravações
Após ceder a canção para Soraya Moraes, o Toque no Altar passou por uma cisão e seus principais integrantes fundaram a banda Trazendo a Arca. O grupo decidiu regravar algumas canções cedidas para outros músicos, como "Na Corte do Egito" (gravada por Fernanda Brum)  e "Caminho de Milagres" (interpretada por Aline Barros) e "Sobre as Águas" também entrou no repertório do álbum que se tornaria Marca da Promessa, lançado em junho de 2007. Na gravação, a música recebeu um arranjo de Ronald Fonseca significativamente diferente do que fora construído por Marco Moraes. A música é caracterizada pela interpretação principal de Davi Sacer e secundária de Verônica Sacer.
A canção se tornou um dos maiores sucessos da banda e foi regravada em várias ocasiões. A primeira delas foi no DVD Ao Vivo no Maracanãzinho (2008), em que o casal Sacer novamente a interpretou. O próprio Davi Sacer, em sua carreira solo, regravou-a no CD/DVD No Caminho do Milagre (2011). A canção também foi regravada em espanhol no álbum Español (2014), na voz de Luiz Arcanjo, e com o título "Sobre Las Aguas".
Em 2020, a faixa foi novamente regravada pelo Trazendo a Arca juntamente com o ex-vocalista Davi Sacer para o álbum O Encontro. A gravação de 2020 manteve o casal Sacer como principal intérpretes da faixa, e foi a canção de trabalho da obra.
Além de regravações, "Sobre as Águas" esteve em várias coletâneas. Foi escolhida como uma das faixas da coleção 10 Anos do Trazendo a Arca, e esteve presente no álbum Promessas, coletânea da gravadora Som Livre liberada em 2009.
Davi Sacer, em entrevista a Apple Music, disse que "esta canção me emociona muito e tenho muito prazer em cantá-la".

## Ficha técnica

### Versão do Trazendo a Arca
Adaptado do encarte de Marca da Promessa:
Banda
- Davi Sacer – vocal e composição
- Luiz Arcanjo – vocal de apoio e composição
- Verônica Sacer – vocal
- Ronald Fonseca – piano, órgão hammond, teclado, produção musical, arranjo e composição
- André Mattos – bateria
- Isaac Ramos – guitarra e violão
- Deco Rodrigues – baixo

Músicos convidados
- Simone Brown – vocal de apoio
- Ton Carfi – vocal de apoio
- Karina Carfi – vocal de apoio

Equipe técnica
- Ronald Fonseca – mixagem
- Toney Fontes – masterização